# Tsubasa Nihei
Tsubasa Nihei (født 10. september 1994) er en tidligere japansk fodboldspiller.
Han har spillet for flere forskellige klubber i sin karriere, herunder Mito HollyHock.